# Комплектный безредукторный электропривод
Комплектный безредукторный электропривод — (сокращенно — КБЭ) предназначен для обеспечения вращения на малых скоростях с управляемым законом изменения скорости, ускорения и направления, с возможностью позиционирования по координатам, что достигается сочетанием различных режимов работы: шагового, микрошагового и плавного вращения.

## Достоинства
- Прямой привод выгодно отличается от стандартных приводов непосредственным преобразованием электромагнитной энергии в линейное (или поворотное) перемещение.
- В прямом приводе (безредукторный) нет частей, подверженных износу и трению, а это гарантирует высокие точностные и динамические характеристики привода, которые не изменяются с течением времени.
- Модульная конструкция и отсутствие механических передач позволяет создавать прецизионные многокоординатные системы.

По мнению представителя компании Danaher, так сложилось исторически, что недостатком двигателей прямого привода всегда оставалась сложность их применения и стоимость.

## Основные достоинства систем прямого привода
- Максимально высокие показатели точности (до 0,00001 мм) и повторяемости.
- Способность создавать больший момент (до 50000 Нм)[2] и, как следствие этого, возможность развития значительных ускорений, в том числе под нагрузкой.
- Устойчивость всех основных электромагнитных и механических характеристик во время работы.
- Компактность, легкость и надежность конструкции (в прямом приводе отсутствует трансмиссия и другие традиционные элементы — редукторы, механизмы передачи, муфты, подшипники, сальники, опорная рама и т. д.).
- Вследствие отсутствия трущихся частей компоненты двигателя прямого привода не подвержены износу, а значит, заданная точность обеспечивается на протяжении всего срока службы оборудования.
- Низкие уровни шума и вибрации.
- Простота и удобство монтажа.
- Двигатель прямого привода не нуждается в смазке и практически не требует технического обслуживания.
- Для лифта: отсутствие машинного отделения.

Поэтому можно заключить, что прямой привод является не только самым оптимальным преобразователем электрической энергии в механическое перемещение, но и самым надежным с технической точки зрения электродвигателем. По прогнозам экспертов, к 2010 году в мире более 40 % всех обрабатывающих станков будет оснащаться двигателями прямого привода.

## Недостатки
- Лифт при остановке полностью «висит» на тормозных колодках, и если они выйдут из строя, лифт мгновенно упадёт (взлетит вверх, если кабина легче противовеса). Та же ситуация возникает при отсутствии (обрыве) силового питания двигателя в момент движения. В червячных редукторных системах статическая нагрузка на тормоз близка к нулю: за счет понижения силы через передаточное число эта сила уравновешивается с силой трения в червячной паре. Так как сила трения в червячной паре прямо пропорциональна нагрузке, при высоком передаточном числе сила трения больше силы, переданной от нагрузки через червячную пару. В результате этого лифт будет стоять даже без тормозов. А если во время движения отключить двигатель, то движение будет с минимальным ускорением.
- Высокая стоимость управляющей силовой части (частотный преобразователь — преобразует постоянное напряжение в трехфазное, изменяет частоту и напряжения). Для точного управления остановкой и стартом и в меньшей мере остальным движением необходим частотный преобразователь и энкодер. При этом нужно узнать точный угол установки энкодера по отношению крутящему магнитному полю (к углу размещения катушек статора) для синхронных двигателей (обычно этот угол вычисляется частотным преобразователем при вращении двигателя без нагрузки при автонастройке).

## Применение
- В лифтах.
- Станкостроение
- В фонографах и электропроигрывателях (прямой привод диска; Direct Drive, DD; напр. Technics SL-1200[англ.] (1977—2002)).

## Примечание
1. ↑  Danaher. Дата обращения: 6 июля 2022. Архивировано 8 июля 2011 года.
2. ↑  Конструкции электрических машин. Дата обращения: 15 октября 2010. Архивировано 6 января 2012 года.